# Burgers' Zoo

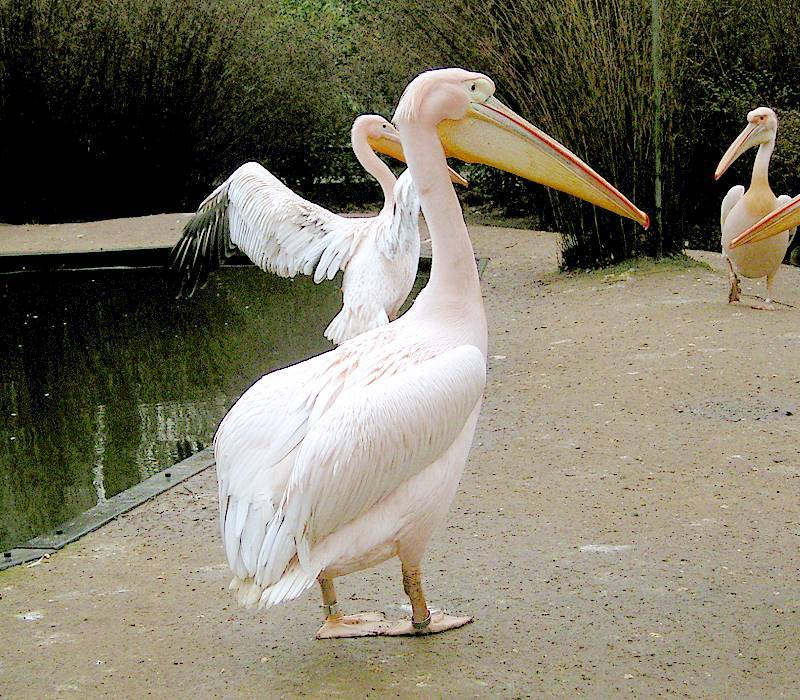
Vita pelikaner

Burgers' Zoo i Arnhem är ett av Nederländernas största zoo, och täcker ungefär 45 hektar. Djurparken, som ligger i staden Arnhem, är en vidareutveckling av Johan Burgers fågelpark i staden 's Heerenberg. Den grundades 1913. År 1923 flyttades parken till Arnhem, där Burgers utvecklade en djurpark enligt moderna idéer av Carl Hagenbeck.  
1968 öppnades Burgers Safari, en park med en savann med afrikanska djur, samt en skog med lejon, som man kunde åka igenom med sin egen bil. Numera är det bilförbud, och man går istället på upphöjda gångvägar. 
Då man 1971 öppnade den s.k. schimpansön var det första gången att någon hade en schimpansgrupp av naturlig sammansättning, som omfattade flera vuxna hanar och honor, i fångenskap. Denna grupp kom att betyda mycket för forskningen. Bland annat den kände primatologen Frans de Waal forskade på den gruppen. Grundarens dotterson Antoon van Hooff började på 1980-talet utveckla en idé där man försökte skapa stora hallar och områden med olika ekosystem, där många arter lever tillsammans. Dessa miljöer är öken, djungel (kallad bush), ocean, rimba, safari och mangroveträsk. 

## Djungel (Burgers Bush)
Denna del öppnades 1988 och var den första övertäckta "djungeln" i världen. 

## Rimba
Rimba betyder skog på malajiska, och på det två hektar stora området har man försökt att efterlikna en malaysisk skog. Denna del av djurparken anlades 2008 och är därför fortfarande under uppbyggnad. Denna del är inte under tak och en del av djuren tas därför in under vintern. Exempel på djur som man kan se är sumatratiger, malajbjörn, siamang och binturong. 

## Djurpark
Sedan 1971 har Burgers' Zoo en flock av schimpanser bestående av ungefär 20 individer.    